# Fatti della Bussola
I fatti della Bussola furono violenti scontri tra forze dell'ordine e manifestanti di estrema sinistra che ebbero luogo presso La Bussola di Marina di Pietrasanta (località Le Focette) il 31 dicembre 1968 e che si collocano nell'ambito della contestazione giovanile e del movimento del Sessantotto.

## Eventi
In occasione del Veglione di Capodanno del 1969 presso La Bussola di Marina di Pietrasanta, Il potere operaio pisano e Movimento Studentesco di Pisa organizzarono un'azione di contestazione basato sul lancio di verdura per contestare un’ostentazione di ricchezza degli avventori, sulla falsariga di quanto successo il 7 dicembre presso il Teatro alla Scala di Milano in occasione della prima. La Bussola era all'epoca uno dei più famosi locali notturni della Versilia, frequentato dalla gioventù della borghesia quella sera avrebbero dovuto esibirsi Fred Bongusto e la celebre cantante inglese Shirley Bassey. 
La reazione delle forze dell'ordine fu durissima e i manifestanti furono caricati per impedirgli l'avvicinamento al locale. Vennero erette barricate e, negli scontri che seguirono, furono esplosi alcuni colpi d'arma da fuoco. Un proiettile esploso da una pistola 9 mm in dotazione all'arma dei carabinieri colpì alla colonna vertebrale alla base del collo il sedicenne Soriano Ceccanti, probabilmente mentre si trovava sulla prima barricata ed era piegato in avanti, rendendolo paraplegico. Oltre a Ceccanti, altri 13 manifestanti rimasero feriti.
Tra i manifestanti erano presenti anche future personalità pubbliche come Adriano Sofri, Luciano Della Mea, Gian Mario Cazzaniga, Giorgio Pietrostefani, Roberto Briglia e Massimo D'Alema.

## Esiti
L'evento ebbe grande eco mediatica e politica, con interrogazioni parlamentari. 
Tra i protagonisti della contestazione, Soriano Ceccanti divenne in seguito un atleta paralimpico e un attivista, Adriano Sofri, Luciano Della Mea, Gian Mario Cazzaniga, Giorgio Pietrostefani e Roberto Briglia fondarono in seguito Lotta Continua, mentre Massimo D'Alema, che all'epoca dei fatti era già membro della Federazione Giovanile Comunista Italiana, intraprese la carriera politica. 